# Élections municipales de 1989 dans les Alpes-de-Haute-Provence
Les élections municipales françaises de 1989 ont eu lieu les 12 et 19 mars 1989. Le département des Alpes-de-Haute-Provence compte 200 communes, dont 5 de plus de 3 500 habitants où les conseillers municipaux sont élus selon un scrutin de liste avec représentation proportionnelle.

## Maires élus
Les maires élus à la suite des élections municipales dans les communes de plus de 3 500 habitants :
| Communes                   | Population (1982) | Maire sortant  | Parti | Parti | Maire élu       | Parti | Parti |
| -------------------------- | ----------------- | -------------- | ----- | ----- | --------------- | ----- | ----- |
| Château-Arnoux-Saint-Auban | 5 576             | José Escanez   |       | PS    | José Escanez    |       | PS    |
| Digne-les-Bains            | 15 149            | Pierre Rinaldi |       | RPR   | Pierre Rinaldi  |       | RPR   |
| Forcalquier                | 3 782             | Pierre Delmar  |       | RPR   | Raymond Franjou |       | PS    |
| Manosque                   | 18 760            | Louis Raffalli |       | RPR   | Louis Raffalli  |       | RPR   |
| Sisteron                   | 6 470             | Daniel Spagnou |       | RPR   | Daniel Spagnou  |       | RPR   |

## Résultats

### Résultats en nombre de maires
| Partis       | Partis                           | Maires sortants | Maires élus | Évolution |
| ------------ | -------------------------------- | --------------- | ----------- | --------- |
|              | Parti socialiste                 | 1               | 2           | +1        |
| Total gauche | Total gauche                     | 1               | 2           | +1        |
|              | Rassemblement pour la République | 4               | 3           | -1        |
| Total droite | Total droite                     | 4               | 3           | -1        |
| Total        | Total                            | 5               | 5           | -         |